# Ebonemin
Ebonemin est un village du Cameroun situé dans le département du Koupé-Manengouba et la Région du Sud-Ouest. Il fait partie de la commune de Bangem.

## Population
Lors du recensement de 2005, Ebonemin comptait 259 habitants.

## Environnement

### Sols
Dans la zone d'Ebonemin les sols sont de type volcaniques.

## Infrastructures
Le plan communal de développement pour la commune de Bangem mentionne un effort entre 2012-2014 pour la réalisation d'études avec pour objectif la construction de nouvelles routes dans la zone d'Ebonemin.